# 特奥多尔·约尔德克斯库
特奥多尔·约尔德克斯库（羅馬尼亞語：Theodor Iordăchescu、 Teodor Iordăchescu；1884年8月1日—1958年7月31日），记者、工人运动领袖，罗马尼亚社会民主党、罗马尼亚工人党中央政治执行委员会委员。

## 生平
1884年，出生于罗马尼亚的加拉茨。1904年，参加工人运动。1905年，为康斯坦察行业工会活动家。1908年，为罗马尼亚社会主义青年团成员，先后担任《罗马尼亚工人》、《战斗》、《社会主义》主编。1916年，加入罗马尼亚社会主义政党联盟。1927年，任社会民主党政治局委员，支持罗马尼亚社会民主党同罗马尼亚共产党的合作。1944年，在其推动下，社民党和共产党结成采取联合行动的工人统一阵线。
1946年，任“国家出版”国营公司董事会成员。1947年，任罗马尼亚政府地方行政管理事务国务秘书、政府公共工程部长。1948年，为罗马尼亚工人党中央委员、中央政治局委员。1949年，任政府建设部长。1950年，任布加勒斯特市人民委员会委员。1955年，任罗马尼亚人民共和国大国民议会外交委员会主席。1958年，病逝。